# Лошади в океане
«Ло́шади в океа́не» (1956) — одно из самых известных стихотворений Бориса Слуцкого.

## История стихотворения
По воспоминаниям Бориса Слуцкого, стихотворение было написано в 1951 году, когда автор жил в Москве. Поводом послужил рассказ его друга Георгия Рублёва об американском транспорте, который затопили немцы в Атлантическом океане. Впервые Слуцкий написал стихотворение о том, чего не видел сам, даже в море он побывал только через пятнадцать лет. Стихотворение было опубликовано в детском журнале «Пионер» в 3-м номере за 1956 год по инициативе критика Бенедикта Сарнова.
«Лошади в океане» — одно из самых известных стихотворений Слуцкого. Филологи Пётр Горелик и Никита Елисеев считают, что автор сумел поднять в нём единичный факт «до уровня символа, высокого поэтического обобщения».
Слуцкий вспоминал, что стихотворение понравилось многим его коллегам: Александру Твардовскому (который заметил: «Рыжие и гнедые — разные масти»), Ярославу Смелякову, Илье Эренбургу, Николаю Тихонову. Высоко ценили это стихотворение поэты Евгений Евтушенко («шедевр мировой поэзии»), Константин Ваншенкин, Игорь Шкляревский.
Эренбург, услышав стихотворение в чтении автора, сразу почувствовал близость поэзии Слуцкого. В своей статье «О стихах Бориса Слуцкого», напечатанной в «Литературной газете» 28 июля 1956 года, он выражал недоумение, почему так мало издают Слуцкого, и в качестве незамеченного стихотворения назвал «Лошадей в океане». Когда стихотворение было перепечатано в составе сборника «Сегодня и вчера» (1961), автор добавил посвящение Эренбургу.
Сам Слуцкий относился к этому стихотворению как к «сентиментальному, небрежному» и не понимал причин его успеха у квалифицированного читателя. В 1972 году он написал стихотворение «Про меня вспоминают и сразу же — про лошадей…», опубликованное в 9-м номере журнала «Вопросы литературы».
Бард Виктор Берковский написал песню «Лошади в океане» на эти стихи.